# Evangelische Kirche Bleichenbach

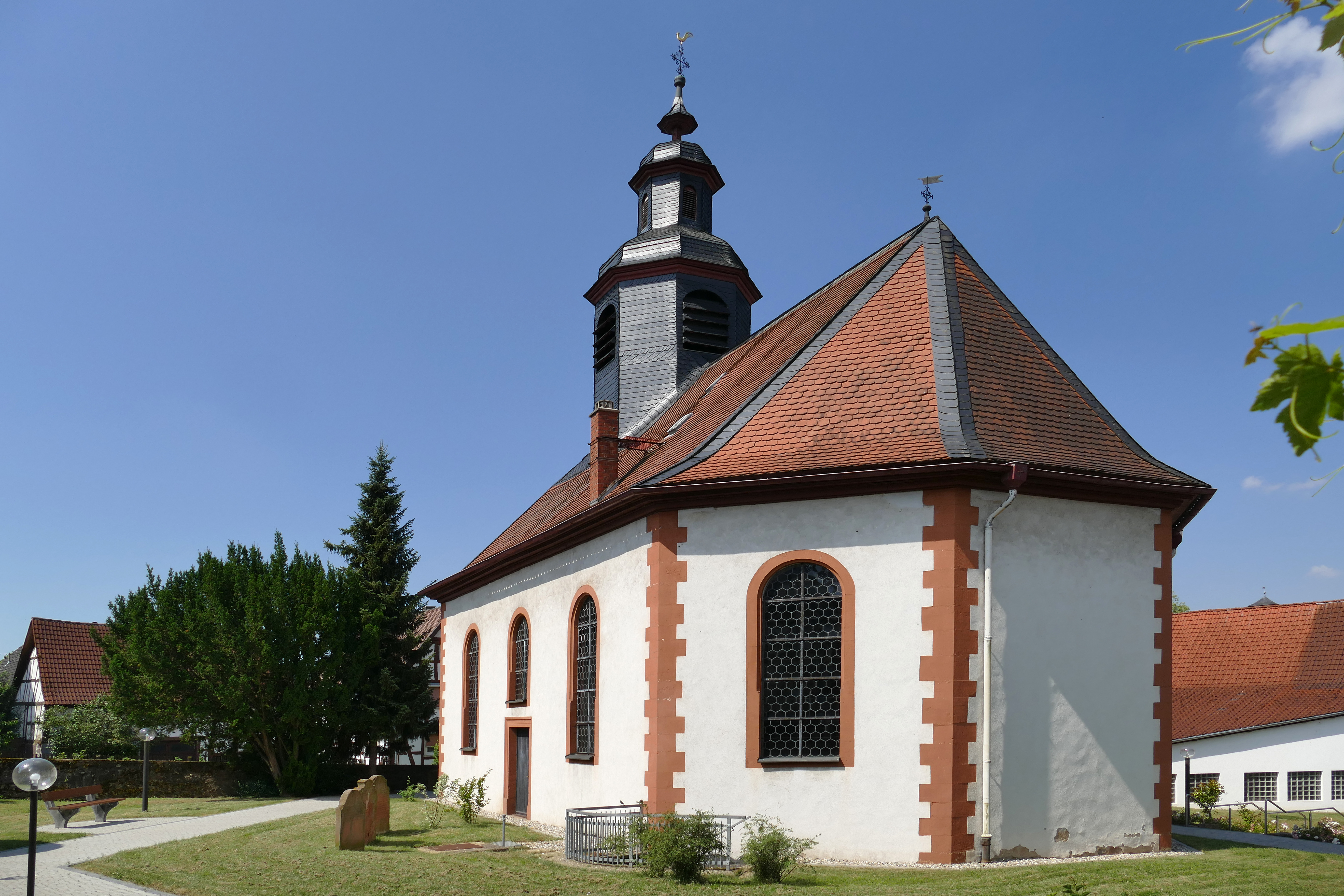
Evangelische Pfarrkirche in Bleichenbach

Die evangelische Kirche ist ein denkmalgeschütztes Kirchengebäude in Bleichenbach, einem Stadtteil von Ortenberg im Wetteraukreis (Hessen).

## Geschichte und Architektur
Die Vorgängerkirche wurde 1697 als Fachwerkkirche erbaut. Die Kirche, ein schlichter Saalbau aus Sandstein mit dreiseitigem Schluss und Giebeldachreiter, wurde von 1728 bis 1729 unter der Bauleitung des Hanauer Werkmeisters Starck errichtet. Die Pfosten der dreiseitigen Emporen sind bis zur Decke durchgeführt. Die Emporenbrüstungen wurden 1732 mit Malereien von Isaak Koch geschmückt, die 1954 wieder freigelegt wurden.

## Ausstattung
- Ein klassizistischer Orgelprospekt von 1803
- Die Kanzel steht in der Längsachse[1]
- Drei Glocken in der Stimmung: C – D – E.